# Мислово
Мислово — онлайн-словник неологізмів та сленгу сучасної української мови. Слова та визначення до словника додаються інтернет спільнотою. Станом на серпень 2014 року словник містить понад дві тисячі визначень. З 2013 визначає українське слово року.
Головний редактор сайту — Борис Петренчук.

## Про сайт
Перед публікацією внесок користувачів проходить контроль редактора. У словнику також присутні ненормативна лексика та суржик, а користувачі мають можливість проголосувати «за» чи «проти» кожного визначення.
Мабуть, найвідомішим словом словника є суспільно-політичний термін «тітушки», який навіть був названий неологізмом року в Росії. На початку подій Євромайдану, коли опозиційні вебсайти піддавались масованим хакерським атакам, у словнику з'явився похідний від «тітушок» термін — «айтітушки» (IT + тітушки).